# Стоун, Дэвид (фокусник)
Дейвид Стоун (род. 14 августа 1972) — французский фокусник, актёр, автор произведений, посвященных магии, а также продюсер видеороликов большой популярности в данной сфере.

## Биография
Дейвид Стоун специализируется в жанре микромагии close-up, близкая магия), фокусах с монетками и технике «отвода глаз» (отвлечение внимания). Его родители, страстные любители литературы и кино, с детства привили ему любовь к искусству. Дейвид с 9 лет начал заниматься музыкой, сольфеджио, игрой на гитаре. Подростком он посвятил свои творческие усилия рисованию, живописи и скульптуре, а впоследствии увлекся специальностью грима, следуя творческому примеру знаменитого Рика Бейкера Rick Baker. В 19 лет сокурсник лицея ввел его в мир иллюзионного искусства, открыв ему тайны магии, манипуляции, ловкости рук. Так Дейвид нашел свой путь в искусстве.
Он с красным дипломом заканчивает факультет философии Университета города Амьен Amiens.
В 22 года иллюзионист твердо дебютирует в профессиональной карьере, став победителем и обладателем Гран При Чемпионата по микромагии г. Диаволь (эквивалент Чемпионата Франции). В 23 года он становится одним из самых молодых фокусников обладателей «Золотого Голубя» за победу в Чемпионате Европы. Гран При в Чемпионате Южной Америки в Лас Тунас (Куба) также достался молодому артисту. Как раз в этот период его карьера приобретает международный размах благодаря знакомству с фокусником Стефаном Жардоннэ (Stéphane Jardonnet), который предложил Дейвиду снять видеролик, ставший первой Французской программой о фокусах, проданной на американский рынок: «Основы монетной магии» более 38 000 экземпляров разошлись за 4 года в 17 странах. Этот первый видеоролик послужил основой многим другим, открыв новое направление продюсерской деятельности для их автора.
Благодаря видеороликам, а также дару коммуникабельности, Стоун в скором времени становится знаменитым в среде профессиональных фокусников. Он использует различные хитрости и приемы шоу бизнеса (провоцирующий юмор, обложки журналов, обнаженные фотографии). С 1999 года, благодаря внезапно завоеванной среди профессиональных коллег популярности, Дейвид начинает проводить конференции на тему профессиональной застольной магии (" table hopping ") в более 19 стран и становится одним из самых знаменитых французских фокусников за пределами Франции.
В 2001 году он знакомится с фокусником и режиссёром Жан Люком Бертраном (Jean-Luc Bertrand), вместе они планируют выпуск короткометражных фильмов о фокусах, предназначенных как для профессионалов, так и для дебютантов. Их первый совместный фильм «Истинные секреты магии» («The Real Secrets of Magic») завоевывает в 2006 году первую премию на фестивале Short Magic Film Festival (Фестиваль коротких метражей о фокусах) в Лас Вегасе. Для повышения сценической квалификации, Дейвид на 2 года поступает в школу актеров комедии при студии Пигмалион (Studio Pygmalion) в Париже.
В 2003 году Дейвид получает в профессиональной среде фокусников награду MVP Award (Most valuable performer — заслуженный артист), после участия во всемирно известном конгрессе FFFF Fechter’s Finger-Flicking Frolic Архивная копия от 5 февраля 2012 на Wayback Machine, на который приглашаются исключительно лучшие артисты микромагии мира.
Дейвид Стоун, артист микромагии, шутник и соблазнитель, несомненно обладает провоцирующим характером. Все его выступления и номера однозначно наталкивают на сравнение с Джимом Карри (Jim Carrey), а видимая шизофрения его персонажа делает его особенно привлекательным.
Его последняя книга, опубликованная на французском языке в 2005 году под названием Close-up : The real secrets of magic (Микромагия, истинные секреты фокусов), стала бестселлером, тираж был распродан за 15 дней после выхода. Книга переведена на 4 языка. Фильм «The Real Secrets Of Magic» (2006) (Истинные секреты магии), снятый на основе книги, был выбран в 2006 году лучшим ДВД о магии журналом Genii Magazine (США) и журналом Magie Magazine (Германия).
В 33 года Дейвид Стоун побывал на обложках около 15 специализированных журналов и стал лауреатом третьей премии Чемпионата мира по микромагии в Стокгольме Micro-Magic — FISM Award 2006.
В апреле 2008 года он становится обладателем второй премии TMW Award for Best Magician Award for Best Magician.
В апреле 2010 конгресс FFFF объявил его почетным гостем на предстоящей конвенции 2012 года. Дейвид Стоун — второй французский фокусник, получивший это наивысшее признание за последние 40 лет.

## Фильмография
- Les bases de la magie des pièces (1995) — Stéphane Jardonnet Productions
- Génération Imagik Vol. 2 (1996) — Joker Deluxe Productions
- La magie des pièces Vol. 2 (1997) — Stéphane Jardonnet Productions/David Stone
- David Stone’s fabulous close-up lecture (1999) — International magic
- Quit smoking (2001)- Magic Boutique
- Live in Boston (2002)- MagicZoom Entertainment
- Best of the best Vol. 11 (2003) — International Magicians Society
- Best of the best Vol. 12 (2003) — International Magicians Society
- Best of the best Vol. 13 (2003) — International Magicians Society
- Live at FFFF (2004)- MagicZoom Entertainment
- Bonus DVD «Shade» (2005) Damian Nieman / Sylvester Stallone
- The real secrets of magic Vol. 1 (2006) — MagicZoom Entertainment/Close-up Magic
- The real secrets of magic Vol. 2 (2007) — MagicZoom Entertainment/Close-up Magic
- Bonus du DVD «L’illusionniste» (2007) de Neil Burger avec Edward Norton
- Cell (2008) — MagicZoom Entertainment/Bonne Nouvelle Productions
- Window (2009) — MagicZoom Entertainment/Close-up Magic
- The real secrets of David Stone (2010) — MagicZoom Entertainment/Close-up Magic
- Tool (2011) — MagicZoom Entertainment
- Reel Magic ( 2012) Issue n° 30 — Kozmo Magic

## Продюсерская деятельность
- СопродюсерYannick Chretien (2009) — MagicZoom Entertainment/Close-up Magic
- Сопродюсер Nestor Hato (2008) — MagicZoom Entertainment/Close-up Magic